# Sainte-Austreberthe (Sena Marítimo)
Sainte-Austreberthe es una comuna francesa situada en el departamento de Sena Marítimo, en la región de Normandía.

## Demografía
| 342 | 416 | 545 | 453 | 521 | 583 | 664 |
| Para los censos de 1962 a 1999 la población legal corresponde a la población sin duplicidades (Fuente: INSEE [Consultar]) |     |     |     |     |     |     |